# Lucy Seki
Lucy Seki (Belo Horizonte, 27 de marzo de 1939-Campinas, 23 de junio de 2017) fue una lingüista brasileña especialista en lenguas indígenas sudamericanas.  Fue autora de una gramática conceptual de la lengua kamaiurá.

## Biografía
Nacida en Belo Horizonte (Minas Gerais), Lucy Seki se graduó en historia por la Universidad Federal de Minas Gerais; obteniendo su maestría en 1969; y su doctorado en 1973 en Lingüística por la Universidad Patrice Lumumba, en Moscú (en un momento en que las relaciones con los países del bloque comunista eran vistas con recelo por el gobierno de Brasil). Hizo estudios de posdoctorado en la Universidad de Texas en Austin, de EE. UU. Realiza actividades académicas, desde 1977, en la Universidad Estatal de Campinas (Unicamp).

## Honores
Fundó la revista LIAMES (Lenguas Indígenas de América del Sur), la única revista brasileña dedicada exclusivamente a lenguas indígenas del continente.
Miembro de
- 2010: honoraria de la Linguistic Society of America (LSA), en reconocimiento a sus sustanciales contribuciones en la Lingüística.[6]

## Algunas publicaciones

### Libros
- 2000. Gramática do Kamaiurá, Língua Tupi-Guarani do Alto Xingu. 482 pp. + 17 fotos. Ed. UNICAMP, e Imprensa Oficial do Estado de São Paulo. ISBN 85-268-0498-7 Traducido al indio Jene ramỹjwena juru pytsaret. ed. Museu do Índio, Funai, 2010, 489 pp. ISBN 8585986336, ISBN 9788585986339 resumen en línea (enlace roto disponible en Internet Archive; véase el historial, la primera versión y la última).

- 1993. Lingüística indígena e educação na América Latina. Coleção Momento. Ed. da Univ. Estadual de Campinas UNICAMP, 408 pp.

### Artículos
- lucy Seki. 2002. Krenak (Botocudo/Borum) e as línguas Jê. Línguas Jê: Estudos Vários, ed. Ludoviko dos Santos and Ismael Pontes, pp. 15–40. Londrina: Universidade Estadual Londrina

- -----------. 2000. Línguas indígenas do Brasil no limiar do século XXI. Impulso 12 ( 27) edición sobre los 500 años de Brasil. Universidade Metodista de Piracicaba

- -----------. 1999. A lingüística indígena no Brasil. D.E.L.T.A. 15, N.º especial, 1999: 257-290 en línea

- -----------. 1993. Notas sobre a história e a situação linguística dos povos indígenas do Parque Xingu, eN: Seki. Lucy (org.) Linguística indígena e educação na América Latina. Campinas: Editora da Unicamp

- -----------. 1991. Perspectivas para os estudos linguísticos no Brasil. Boletim da ABRALIN, 12. Campinas: IEL / Unicamp: 7-2

- -----------. 1990. Kamaiurá (Tupi-Guarani) as an active-stative language. En D.L. Payne (ed.), Amazonian linguistics: Studies in Lowland South American languages,  University of Texas Press

- -----------. 1990. Apontamentos para a bibliografia da língua Botocudo/Borum. Cadernos de Estudos Lingüísticos 18: 115-142. Campinas

- -----------. 1989. Evidências de relações genéticas na família Jê. Estudos Lingüísticos, XVIII (Anais de Seminários do GEL): 604-611. Lorena: Prefeitura Municipal/GEL

- -----------. 1985. "A Note on the Last Botocudo Language", International Journal of American Linguistics 51 ( 4, octubre de 1985): 581-583

- -----------. 1985. Reduplication and CV skeleta in Kamaiurá. Con Daniel Everett. Linguistic Inquiry 16. 326–330

- -----------. 1984. Problemas no estudo em uma língua em extinção. Boletim da ABRALIN, 6, 109-118

- -----------. 1982. Marcadores de pessoa do verbo Kamaiurá. Cadernos de Estudos Lingãísticos 3.22-40. Campinas: Unicamp/Funcamp

- -----------. 1981. A note on COMPas a universal. LI 12:659-65 Con Frank Branden

- -----------. 1976. O Kamaiurá: língua de estrutura ativa. Língua e Literatura. Rev. dos Deptos. de Letras da Fac. de Filosofia, Letras e Ciências Humanas da Univ. de São Paulo 5: 217-227